# Brunsbek
Brunsbek (plattysk Bruunsbeek) er en by og kommune i det nordlige Tyskland, beliggende i Amt Siek under Kreis Stormarn. Kreis Stormarn ligger i den sydøstlige del af delstaten Slesvig-Holsten.

## Geografi
Brunsbek er beliggende omkring 17 km øst for Hamborg. I kommunen ligger landsbyerne Kronshorst, Langelohe og Papendorf, der tidligere var selvstændige kommuner, men blev sammenlagt i 1974 under navnet Brunsbeek.